# تیراندازی در هزاره‌تاون ۲۰۱۱
تیراندازی ۲۰۱۱ در هزار‌ه‌تاون به کشتاری از مردم هزاره اطلاق می‌شود که در ۶ مه ۲۰۱۱ در منطقهٔ هزار‌ه‌تاون شهر کویته، مرکز ایالت بلوچستان پاکستان رخ داد و در پی آن ۸ تن کشته و دست‌کم ۱۵ نفر زخمی شدند. این تیراندازی در نخستین ساعات صبح، حدود ساعت ۶:۳۰ به وقت محلی پاکستان، در یک پارک هنگام ورزش صبحگاهی، بازی کریکت و فوتبال مردم رخ داد. ابتدا سه راکت شلیک شد و سپس تیراندازی سنگین آغاز گردید. گروه لشکر جهنگوی (LeJ) مسئولیت این حمله را بر عهده گرفت.

## پیشینه
هزاره‌تاون یکی از محله‌های هزاره‌نشین در شهر جنوب‌غربی کویته، واقع در استان بلوچستان پاکستان است. هزاره‌ها عمدتاً مسلمانان شیعه هستند و محلهٔ آن‌ها توسط دیگر گروه‌های قومی با مذهب سنی، از جمله بلوچ‌ها و پشتون‌ها، احاطه شده است.

## تیراندازی
این حمله در پارکی واقع در یک زمین باز، مجاور گورستان هزاره در کنار جاده بای‌پَس رخ داد. دست‌کم ۱۰ مرد مسلح، مجهز به دو راکت‌انداز و تفنگ‌های خودکار، سوار بر سه خودرو، از مسیر جاده بروئری وارد شدند، در جاده بای‌پس موضع گرفتند و شروع به تیراندازی کردند. دست‌کم سه راکت شلیک شد و سپس آتش سنگین سلاح‌های خودکار آغاز گردید. تیراندازی ۱۷ دقیقه ادامه یافت و سپس مهاجمان به‌سمت منطقه شالکوت گریختند. در پایان روز، این تیراندازی ۸ کشته و ۱۵ زخمی بر جای گذاشت.

## عاملان
گروه افراطی و ممنوع سنی پاکستانی، لشکرِ جهنگوی، مسئولیت حملات در هزاره‌تاون را بر عهده گرفت. لشکرِ جهنگوی به‌طور مشخص در یکی از شب‌نامه‌های خود که توسط واحد بلوچستان این گروه در کویته توزیع شده بود، به تیراندازی هزاره‌تاون اشاره کرده است. باور بر این است که این حمله یکی از اقدامات انتقامی به‌دلیل کشته‌شدن رهبر القاعده، اسامه بن لادن، بوده است.

## واکنش
معترضان جاده کنارگذر را بستند و خواستار دستگیری مهاجمان شدند.
سفارت آمریکا در اسلام آباد نیز با صدور بیانیه ای این کشتار را محکوم کرد:
کشتار بی‌معنای غیرنظامیان بی‌گناه، توهینی است به مردم پاکستان و به تمامی بشریت. همه باید در کنار هم بایستند و با اقدامی قاطع، سازمان‌های تروریستی را مختل، متلاشی و نابود کنند.
ااحزاب سیاسی پاکستانی جنبش متحد قومی و تحریک انصاف این قتل را محکوم کردند و خواستار دستگیری عاملان آن از دولت پاکستان شدند. 